# Hujbar
Hujbar – wieś w Słowenii, w gminie Ormož. 1 stycznia 2018 liczyła 38 mieszkańców.